# Waldemar Beyer
Waldemar Beyer (* 27. September 1909 in Güsten; † 24. Dezember 1952 in Köln) war ein deutscher Bibliothekar, SS-Führer und Polizeibeamter.

## Leben und Wirken
Nach dem Schulbesuch studierte Beyer an der Universität Leipzig. Dort promovierte er 1933 mit einer 63-seitigen Dissertation über König Gunthchramn zum Dr. phil. Zum 1. Mai desselben Jahres trat er der NSDAP bei (Mitgliedsnummer 2.984.960).
1935 schlug Beyer die höhere Bibliothekarlaufbahn an der Leipziger Universitätsbibliothek ein. 1936 wechselte er ins SD-Hauptamt in Leipzig, wo er in der Schrifttumsstelle tätig war. Später wurde er ins Geheime Staatspolizeiamt versetzt, in dem er die Leitung der Bibliothek (Abteilung II A 2) übernahm. Nach der Gründung des Reichssicherheitshauptamtes wurde Beyer mit der Leitung der dortigen Bibliothek betraut, die administrativ in der Amtsgruppe VII (Weltanschauliche Gegner) als eigenes Referat A 1 untergebracht war. 1942 wurde Beyer Leiter der Bibliothek der Reichsuniversität Straßburg. Ab 1944 nahm Beyer als Angehöriger der Waffen-SS im Rang eines SS-Obersturmführers am Zweiten Weltkrieg teil.
In der Allgemeinen-SS (SS-Nummer 223.215) wurde Beyer mindestens bis zum Hauptsturmführer befördert.

## Schriften
- König Gunthchramn, Leipzig 1933. (Dissertation)